# NBA G League Most Valuable Player Award
L'NBA G League Most Valuable Player Award (MVP) è il premio conferito dalla NBA G League al miglior giocatore della stagione regolare.

## Vincitori
| Stagione  | Nazionalità | Giocatore        | Squadra                                         |
| --------- | ----------- | ---------------- | ----------------------------------------------- |
| 2001-2002 | Stati Uniti | Ansu Sesay       | Greenville Groove                               |
| 2002-2003 | Stati Uniti | Devin Brown      | Fayetteville Patriots                           |
| 2003-2004 | Stati Uniti | Tierre Brown     | Charleston Lowgators                            |
| 2004-2005 | Stati Uniti | Matt Carroll     | Roanoke Dazzle                                  |
| 2005-2006 | Stati Uniti | Marcus Fizer     | Austin Toros                                    |
| 2006-2007 | Stati Uniti | Randy Livingston | Idaho Stampede                                  |
| 2007-2008 | Stati Uniti | Kasib Powell     | Sioux Falls Skyforce                            |
| 2008-2009 | Stati Uniti | Courtney Sims    | Iowa Energy                                     |
| 2009-2010 | Stati Uniti | Mike Harris      | Rio Grande Valley Vipers                        |
| 2010-2011 | Stati Uniti | Curtis Stinson   | Iowa Energy                                     |
| 2011-2012 | Stati Uniti | Justin Dentmon   | Austin Toros                                    |
| 2012-2013 | Stati Uniti | Andrew Goudelock | Sioux Falls Skyforce / Rio Grande Valley Vipers |
| 2013-2014 | Stati Uniti | Ron Howard       | Fort Wayne Mad Ants                             |
| 2013-2014 | Stati Uniti | Othyus Jeffers   | Iowa Energy                                     |
| 2014-2015 | Stati Uniti | Tim Frazier      | Maine Red Claws                                 |
| 2015-2016 | Stati Uniti | Jarnell Stokes   | Sioux Falls Skyforce                            |
| 2016-2017 | Stati Uniti | Vander Blue      | Los Angeles D-Fenders                           |
| 2017-2018 | Stati Uniti | Lorenzo Brown    | Raptors 905                                     |
| 2018-2019 | Canada      | Chris Boucher    | Raptors 905                                     |
| 2019-2020 | Stati Uniti | Frank Mason      | Wisconsin Herd                                  |
| 2020-2021 | Stati Uniti | Paul Reed        | Delaware Blue Coats                             |
| 2021-2022 | Stati Uniti | Trevelin Queen   | Rio Grande Valley Vipers                        |
| 2022-2023 | Stati Uniti | Carlik Jones     | Windy City Bulls                                |
| 2023-2024 | Stati Uniti | Mac McClung      | Osceola Magic                                   |
| 2024-2025 | Stati Uniti | JD Davison       | Maine Celtics                                   |